# Raoul Servais

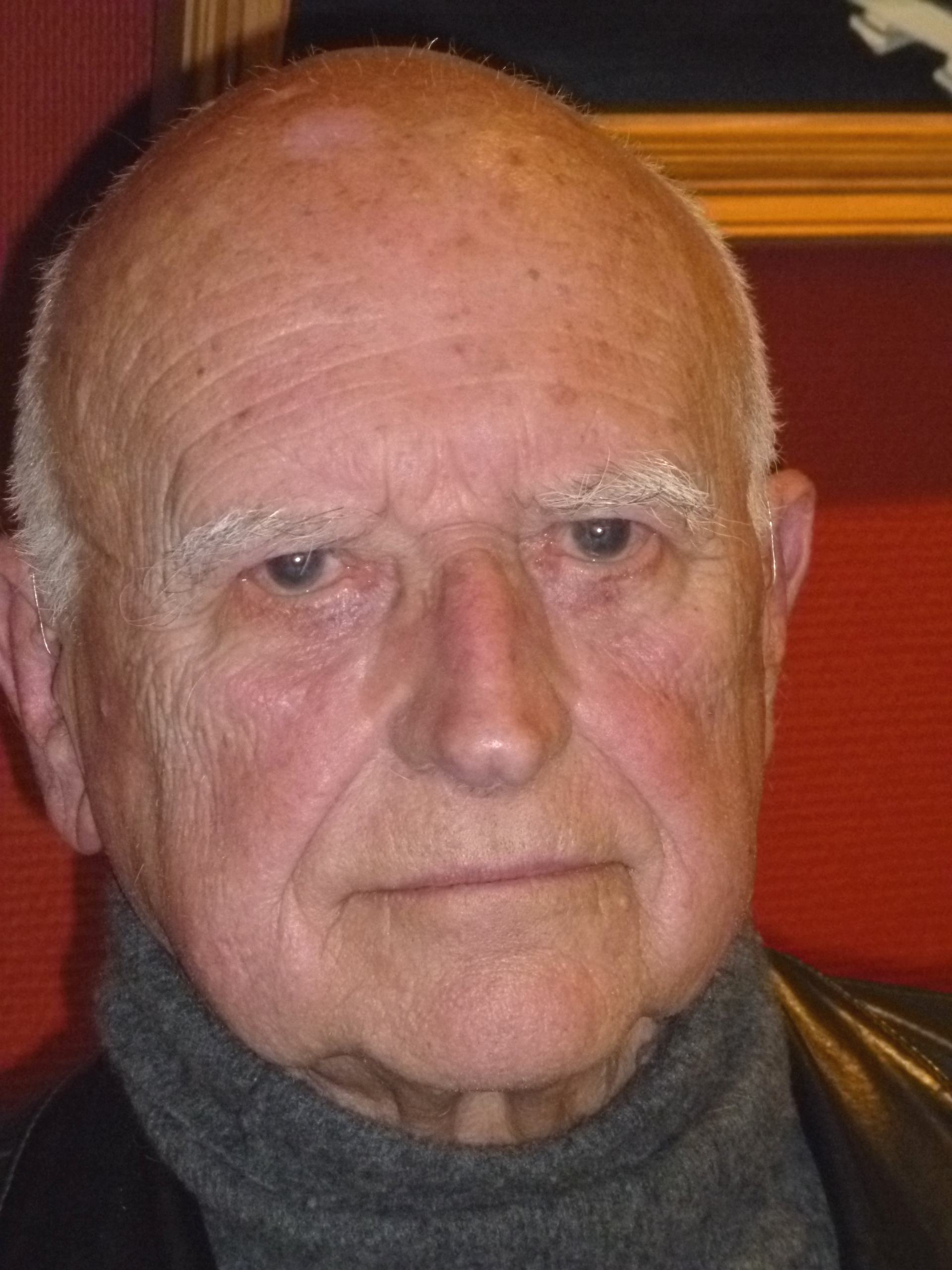
Raoul Servais, 2014

Raoul Servais (* 1. Mai 1928 in Ostende; † 17. März 2023 in Middelkerke) war ein belgischer Filmschaffender, der sich vornehmlich Animationsfilmen widmete.

## Leben und Werk
Raoul Servais studierte Angewandte Kunst an der Königlichen Kunstakademie in Gent und experimentierte bereits 1946 auf dem Gebiet des Animationsfilms. Dennoch arbeitete er zunächst als Maler und Grafiker, als er sich Ende der 1950er Jahre dem Film widmete. Für seinen Debütfilm, den zehnminütigen Zeichentrickfilm Hafenlichter, der in einer Produktionszeit von etwa drei Jahren entstand, entwickelte er neue, geradezu experimentelle Techniken. In weiteren Arbeiten perfektionierte er seine Ideen und kombinierte hierbei Filmaufnahmen und Trickfilm, sodass er schließlich sein eigenes Trickfilmverfahren, die „Servaisgraphie“, entwickelte.
Raoul Servais wurde für seine Arbeiten vielfach ausgezeichnet. 2013 bekam er den belgischen Filmpreis Mira d’Or für sein Lebenswerk. 2019 wurde ihm der Magritte-Ehrenpreis zuteil.
Servais starb am 17. März 2023 im Alter von 94 Jahren in seinem Haus in Leffinge.

## Filmografie

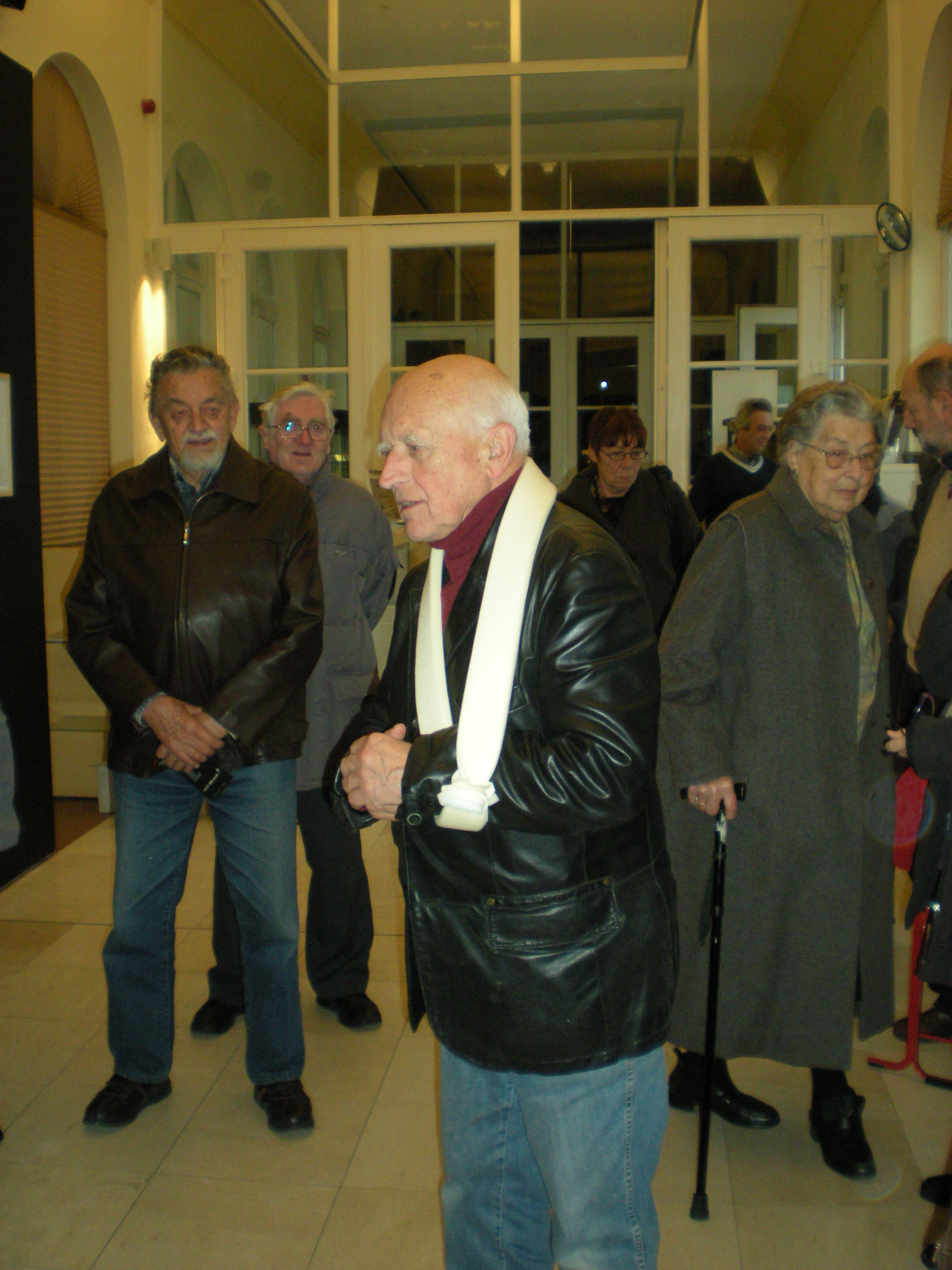
Raoul Servais, 2008

- 1959: Hafenlichter (Havenlichten), (16 mm, Farbe, Trickfilm, 10 Min.)
- 1963: Die falsche Note (De Valse Noot), (35 mm, Farbe, Trickfilm, 10 Min.)
- 1965: Novemberumleitung (Omleiding November), (16 mm, SW, Filmaufnahmen, 13 Min.)
- 1966: Chromophobia, (35 mm, Farbe, Trickfilm, 10 Min.)
- 1968: Sirène, (35 mm, Farbe, Trickfilm, 9 Min. 30 s)
- 1969: Goldframe, (35 mm, Trickfilm, 5 Min.)
- 1970: Sprechen oder nicht sprechen (To Speak or Not to Speak), (35 mm, Farbe, Trickfilm, 11 Min.)
- 1971: Operation X-70, (35 mm, Farbe, Trickfilm, 9 Min. 30 Sek.)
- 1973: Pégasus, (35 mm, Farbe, Trickfilm, 8 Min. 30 Sek.)
- 1976: Haloweengesang (Het Lied van Halewyn), (35 mm, Farbe, 12 Min.)
- 1979: Harpya, (35 mm, Farbe, Trick- und Filmaufnahmen, 9 Min.)
- 1994: Taxandria, (35 mm, Farbe, Trick- und Filmaufnahmen, 90 Min.)
- 1998: Nachtfalter (Nachtvlinders), (35 mm, Farbe, Trick- und Filmaufnahmen, 8 Min.)
- 2001: Attraktion (Atraksion), (35 mm, Farbe, Trick- und Filmaufnahmen, 10 Min.)
- 2004: Wintertage (Winterdays)